# Formel 1-VM 1992
Formel 1-VM 1992 hade 16 deltävlingar som kördes under perioden 1 mars-8 november. Förarmästerskapet vanns av britten Nigel Mansell och konstruktörsmästerskapet av Williams-Renault. 

## Vinnare
- Förare:  Nigel Mansell, Storbritannien, Williams-Renault
- Konstruktör:  Williams-Renault, Storbritannien

## Grand Prix 1992
| Grand Prix                 | Datum        | Bana              | Vinnande förare    | Vinnande tillverkare |   |
| -------------------------- | ------------ | ----------------- | ------------------ | -------------------- | - |
| Sydafrikas Grand Prix      | 1 mars       | Kyalami           | Nigel Mansell      | Williams-Renault     | * |
| Mexikos Grand Prix         | 22 mars      | Mexico City       | Nigel Mansell      | Williams-Renault     | * |
| Brasiliens Grand Prix      | 5 april      | Interlagos        | Nigel Mansell      | Williams-Renault     | * |
| Spaniens Grand Prix        | 3 maj        | Catalunya         | Nigel Mansell      | Williams-Renault     | * |
| San Marinos Grand Prix     | 17 maj       | Imola             | Nigel Mansell      | Williams-Renault     | * |
| Monacos Grand Prix         | 31 maj       | Monte Carlo       | Ayrton Senna       | McLaren-Honda        | * |
| Kanadas Grand Prix         | 16 juni      | Montréal          | Gerhard Berger     | McLaren-Honda        | * |
| Frankrikes Grand Prix      | 5 juli       | Magny-Cours       | Nigel Mansell      | Williams-Renault     | * |
| Storbritanniens Grand Prix | 12 juli      | Silverstone       | Nigel Mansell      | Williams-Renault     | * |
| Tysklands Grand Prix       | 26 juli      | Hockenheimring    | Nigel Mansell      | Williams-Renault     | * |
| Ungerns Grand Prix         | 16 augusti   | Hungaroring       | Ayrton Senna       | McLaren-Honda        | * |
| Belgiens Grand Prix        | 30 augusti   | Spa-Francorchamps | Michael Schumacher | Benetton-Ford        | * |
| Italiens Grand Prix        | 13 september | Monza             | Ayrton Senna       | McLaren-Honda        | * |
| Portugals Grand Prix       | 27 september | Estoril           | Nigel Mansell      | Williams-Renault     | * |
| Japans Grand Prix          | 25 oktober   | Suzuka            | Riccardo Patrese   | Williams-Renault     | * |
| Australiens Grand Prix     | 8 november   | Adelaide          | Gerhard Berger     | McLaren-Honda        | * |

## Stall, nummer och förare 1992
| Stall/Tillverkare                     | Nummer | Förare                          |
| ------------------------------------- | ------ | ------------------------------- |
| Andrea Moda-Judd                      | 34     | Roberto Moreno, Brasilien       |
| Andrea Moda-Judd                      | 35     | Perry McCarthy, Storbritannien  |
| Benetton-Ford                         | 19     | Michael Schumacher, Tyskland    |
| Benetton-Ford                         | 20     | Martin Brundle, Storbritannien  |
| BMS Scuderia Italia (Dallara-Ferrari) | 21     | JJ Lehto, Finland               |
| BMS Scuderia Italia (Dallara-Ferrari) | 22     | Pierluigi Martini, Italien      |
| Brabham-Judd                          | 7      | Eric van de Poele, Belgien      |
| Brabham-Judd                          | 8      | Giovanna Amati, Italien         |
| Brabham-Judd                          | 8      | Damon Hill, Storbritannien      |
| Ferrari                               | 27     | Jean Alesi, Frankrike           |
| Ferrari                               | 28     | Ivan Capelli, Italien           |
| Ferrari                               | 28     | Nicola Larini, Italien          |
| Fondmetal-Ford                        | 14     | Andrea Chiesa, Schweiz          |
| Fondmetal-Ford                        | 14     | Eric van de Poele, Belgien      |
| Fondmetal-Ford                        | 15     | Gabriele Tarquini, Italien      |
| Footwork-Mugen Honda                  | 9      | Michele Alboreto, Italien       |
| Footwork-Mugen Honda                  | 10     | Aguri Suzuki, Japan             |
| Jordan-Yamaha                         | 32     | Stefano Modena, Italien         |
| Jordan-Yamaha                         | 33     | Maurício Gugelmin, Brasilien    |
| Larrousse-Lamborghini                 | 29     | Bertrand Gachot, Frankrike      |
| Larrousse-Lamborghini                 | 30     | Ukyo Katayama, Japan            |
| Ligier-Renault                        | 25     | Thierry Boutsen, Belgien        |
| Ligier-Renault                        | 26     | Erik Comas, Frankrike           |
| Lotus-Ford                            | 11     | Mika Häkkinen, Finland          |
| Lotus-Ford                            | 12     | Johnny Herbert, Storbritannien  |
| March-Ilmor                           | 16     | Karl Wendlinger, Österrike      |
| March-Ilmor                           | 16     | Jan Lammers, Nederländerna      |
| March-Ilmor                           | 17     | Paul Belmondo, Frankrike        |
| March-Ilmor                           | 17     | Emanuele Naspetti, Italien      |
| McLaren-Honda                         | 1      | Ayrton Senna, Brasilien         |
| McLaren-Honda                         | 2      | Gerhard Berger, Österrike       |
| Minardi-Lamborghini                   | 23     | Christian Fittipaldi, Brasilien |
| Minardi-Lamborghini                   | 23     | Alex Zanardi, Italien           |
| Minardi-Lamborghini                   | 24     | Gianni Morbidelli, Italien      |
| Tyrrell-Ilmor                         | 3      | Olivier Grouillard, Frankrike   |
| Tyrrell-Ilmor                         | 4      | Andrea de Cesaris, Italien      |
| Williams-Renault                      | 5      | Nigel Mansell, Storbritannien   |
| Williams-Renault                      | 6      | Riccardo Patrese, Italien       |

## Slutställning förare 1992
| Placering | Förare               | Konstruktör           | Poäng |
| --------- | -------------------- | --------------------- | ----- |
| 1         | Nigel Mansell        | Williams-Renault      | 108   |
| 2         | Riccardo Patrese     | Williams-Renault      | 56    |
| 3         | Michael Schumacher   | Benetton-Ford         | 53    |
| 4         | Ayrton Senna         | McLaren-Honda         | 50    |
| 5         | Gerhard Berger       | McLaren-Honda         | 49    |
| 6         | Martin Brundle       | Benetton-Ford         | 38    |
| 7         | Jean Alesi           | Ferrari               | 18    |
| 8         | Mika Häkkinen        | Lotus-Ford            | 11    |
| 9         | Andrea de Cesaris    | Tyrrell-Ilmor         | 8     |
| 10        | Michele Alboreto     | Footwork-Mugen Honda  | 6     |
| 11        | Érik Comas           | Ligier-Renault        | 4     |
| 12        | Karl Wendlinger      | March-Ilmor           | 3     |
| 13        | Ivan Capelli         | Ferrari               | 3     |
| 14        | Thierry Boutsen      | Ligier-Renault        | 2     |
| 15        | Johnny Herbert       | Lotus-Ford            | 2     |
| 16        | Pierluigi Martini    | Dallara-Ferrari       | 2     |
| 17        | Stefano Modena       | Jordan-Yamaha         | 1     |
| 18        | Christian Fittipaldi | Minardi-Lamborghini   | 1     |
| 19        | Bertrand Gachot      | Larrousse-Lamborghini | 1     |

## Slutställning konstruktörer 1992
| Placering | Konstruktör           | Poäng |
| --------- | --------------------- | ----- |
| 1         | Williams-Renault      | 164   |
| 2         | McLaren-Honda         | 99    |
| 3         | Benetton-Ford         | 91    |
| 4         | Ferrari               | 21    |
| 5         | Lotus-Ford            | 13    |
| 6         | Tyrrell-Ilmor         | 8     |
| 7         | Footwork-Mugen Honda  | 6     |
| =         | Ligier-Renault        | 6     |
| 9         | March-Ilmor           | 3     |
| 10        | Dallara-Ferrari       | 2     |
| 11        | Jordan-Yamaha         | 1     |
| =         | Minardi-Lamborghini   | 1     |
| =         | Larrousse-Lamborghini | 1     |
| 14        | Fondmetal-Ford        | 0     |
| =         | Brabham-Judd          | 0     |
| =         | Andrea Moda-Judd      | 0     |